# Оптичне явище
Оптичне явище — це явище, яке зумовлене певною поведінкою світла.

## Оптичні явища в природі

### Сонячне і Місячне затемнення

Сонячне затемнення в 1999 році у Франції

Сонячні й місячні затемнення — явище природи, знайоме людині з найдавніших часів.
Вони бувають порівняно часто, але видні не зі всіх частин земної поверхні, й тому багатьом здаються рідкісними. Будь-яке затемнення відбувається тоді, коли три небесних тіла: Земля, Місяць і Сонце вибудовуються з погляду земного спостерігача на одній умовній прямій. Якщо між Землею й Сонцем розташований Місяць, то затемнення називається сонячним, якщо ж навпаки тінь Землі закриває від Місяця пряме сонячне світло, то це місячне затемнення.
Залежно від того, наскільки близько Місяць виявиться до вузла орбіти в годину затьмарення, вона може пройти через середину конуса тіні, і затьмарення буде максимально тривалим, а може пройти краєм тіні, і тоді ми побачимо приватне місячне затьмарення. Конус земної тіні оточений півтінню. У цю область простору попадає лише частина сонячних променів, не закрита Землею. Тому бувають напівтіньові затьмарення. Про них теж повідомляється в астрономічних календарях, але ці затьмарення нерозрізнені для ока, тільки фотоапарат і фотометр здатні відзначити затьмарення Місяця під час напівтіньової фази або напівтіньового затьмарення. Коли ж повня трапляється далеко від вузлів місячної орбіти. Місяць проходить вище або нижче тіні й затьмарення не відбувається.

### Веселка

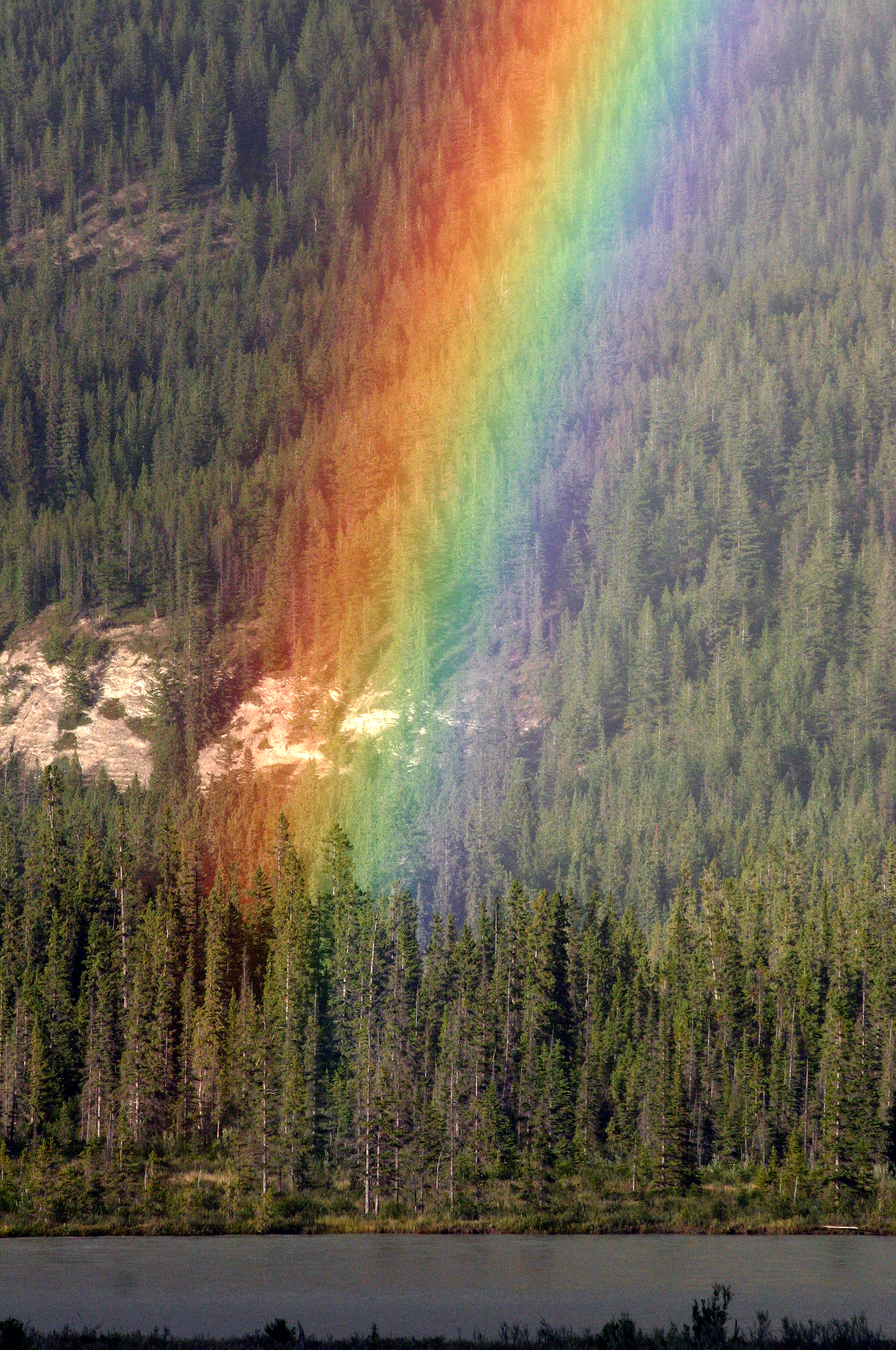
Веселка в горах над озером

Весе́лка — оптичне явище в атмосфері, що являє собою одну, дві чи декілька різнокольорових дуг, що спостерігаються на тлі хмари, якщо вона розташована проти Сонця. Червоний колір ми бачимо з зовнішнього боку веселки, а фіолетовий — із внутрішнього.
Веселка пов'язана з заломленням і відбиттям (деякою мірою і з дифракцією) сонячного світла у водяних краплях, зважених у повітрі. Ці крапельки по-різному відхиляють світло різних кольорів, у результаті чого біле світло розкладається на спектр. Спостерігач, що стоїть спиною до джерела світла, бачить різнобарвне світіння, що виходить із простору по концентричному колу (дузі).

### Міраж

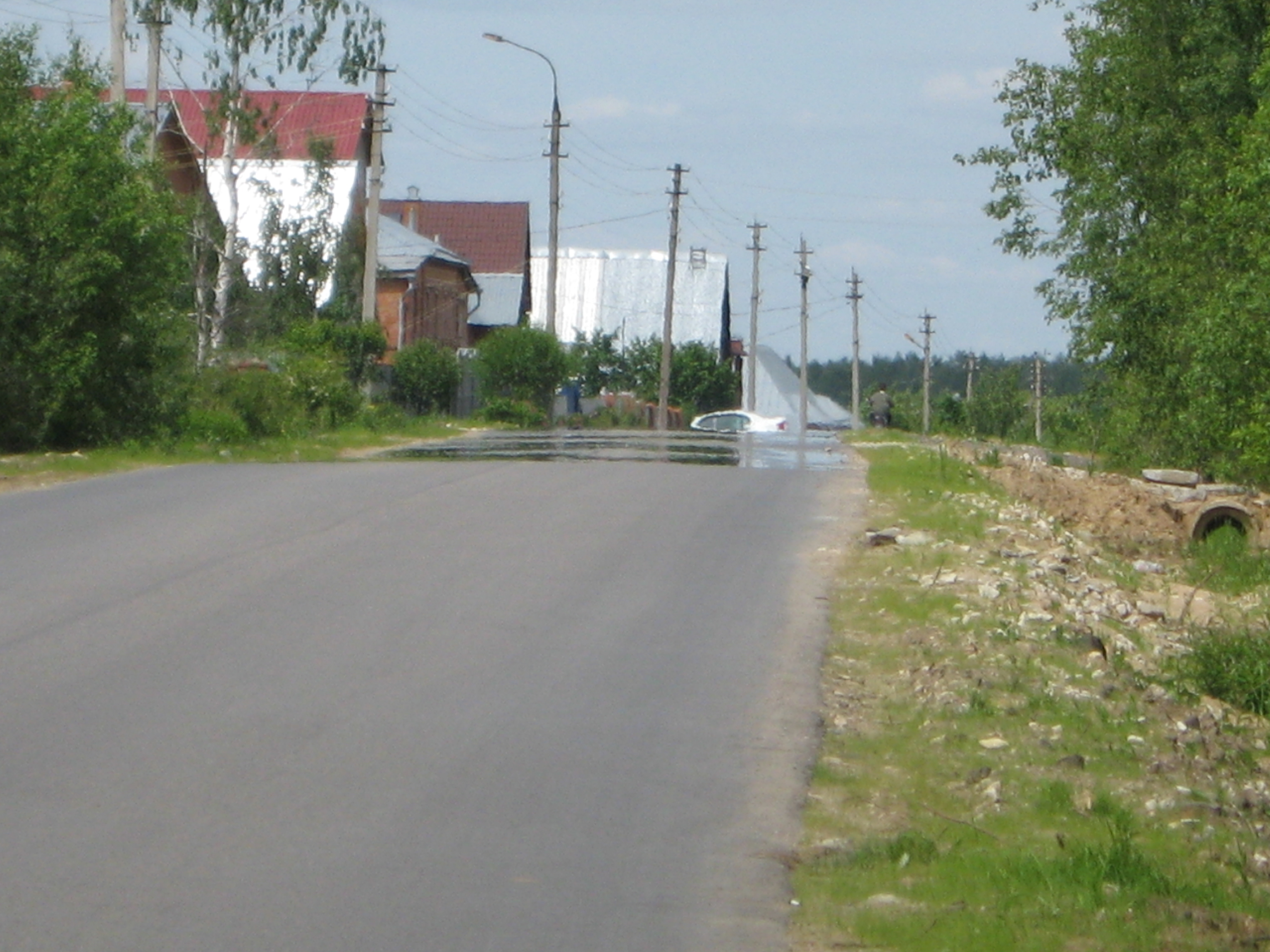
Міраж над асфальтованою дорогою

Міраж — явище аномальної рефракції світла в атмосфері, при якому крім предметів в їхньому дійсному положенні, з'являються також їхні уявні зображення, які є результатом повного внутрішнього відбиття в атмосфері.
Перше наукове пояснення цього явища пов'язано з єгипетським (1799 р.) походом Бонапарта. Французький експедиційний корпус просувався тоді по пустелі до берегів Нілу. Одноманітність рівнини порушувалося лише невеликими підвищеннями з розташованими на них селами.
Не все в міражі зрозуміло до кінця. Цікаві міражі відзначали газети і журнали минулого століття. В небі над Атлантичним узбережжям Африки з'явилися чіткі зображення незнайомих міст. Бувалі мандрівники впізнавали в них міста Південної Америки… Але при всій загадковості цього явища міраж неважко відтворити в лабораторних умовах.

### Полярне сяйво
Сяйво спостерігається на відстані 20—25° північної і південної широт (північне полярне сяйво і південне полярне сяйво) від магнітного полюса Землі одночасно на всіх довготах, але з різною інтенсивністю. Відбувається в результаті світіння розріджених шарів атмосфери на висотах 60-1000 км під дією сонячного вітру (потоків протонів і електронів). Заряджені частинки проникають в атмосферу з космосу і під дією магнітного поля Землі спрямовуються до північного або південного магнітного полюса, де вони входять у верхні шари атмосфери, бомбардують розріджені гази атмосфери і змушують їх випромінювати видиме світло.

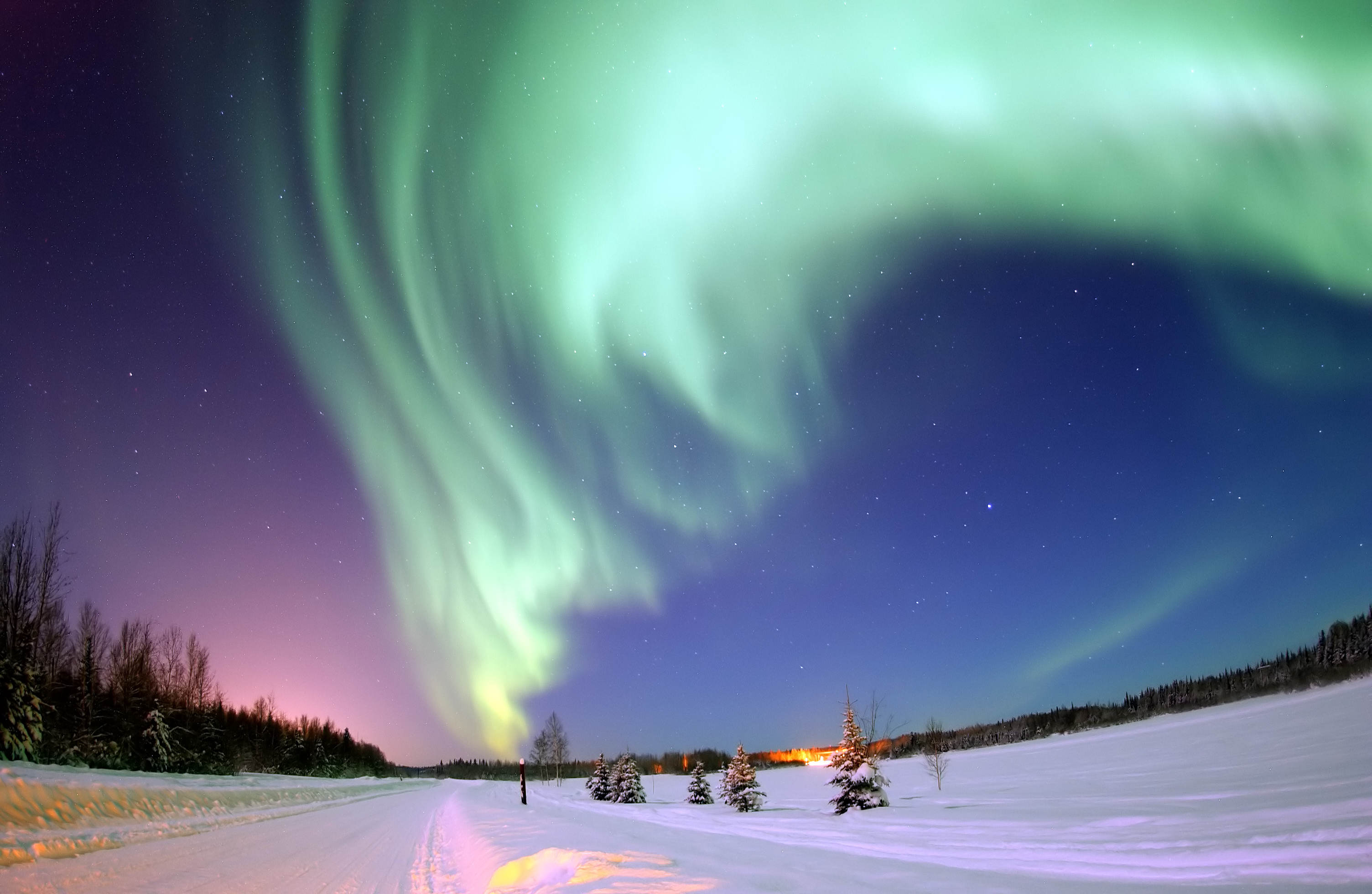
Військово-повітряна база Аєльсон

### Гало
Докладніше: Гало
Атмосфера може відображати феноменальні оптичні характеристики завдяки вигину світла. Це можливо спостерігати на небі в день, наприклад, в перисто-шаруватих хмарах, які складаються з кристалів льоду. Ці гексагональні кристали льоду діють як призми, і коли фотон (частинка світла) проходить крізь крижаний кристал, кристал може розсіювати світлові промені так, що виявляє кольори видимого світла. Кольори видимого світла: червоний, оранжевий, жовтий, зелений, синій, індиго та фіолетовий; інакше відомий як ROY-G-BIV. 

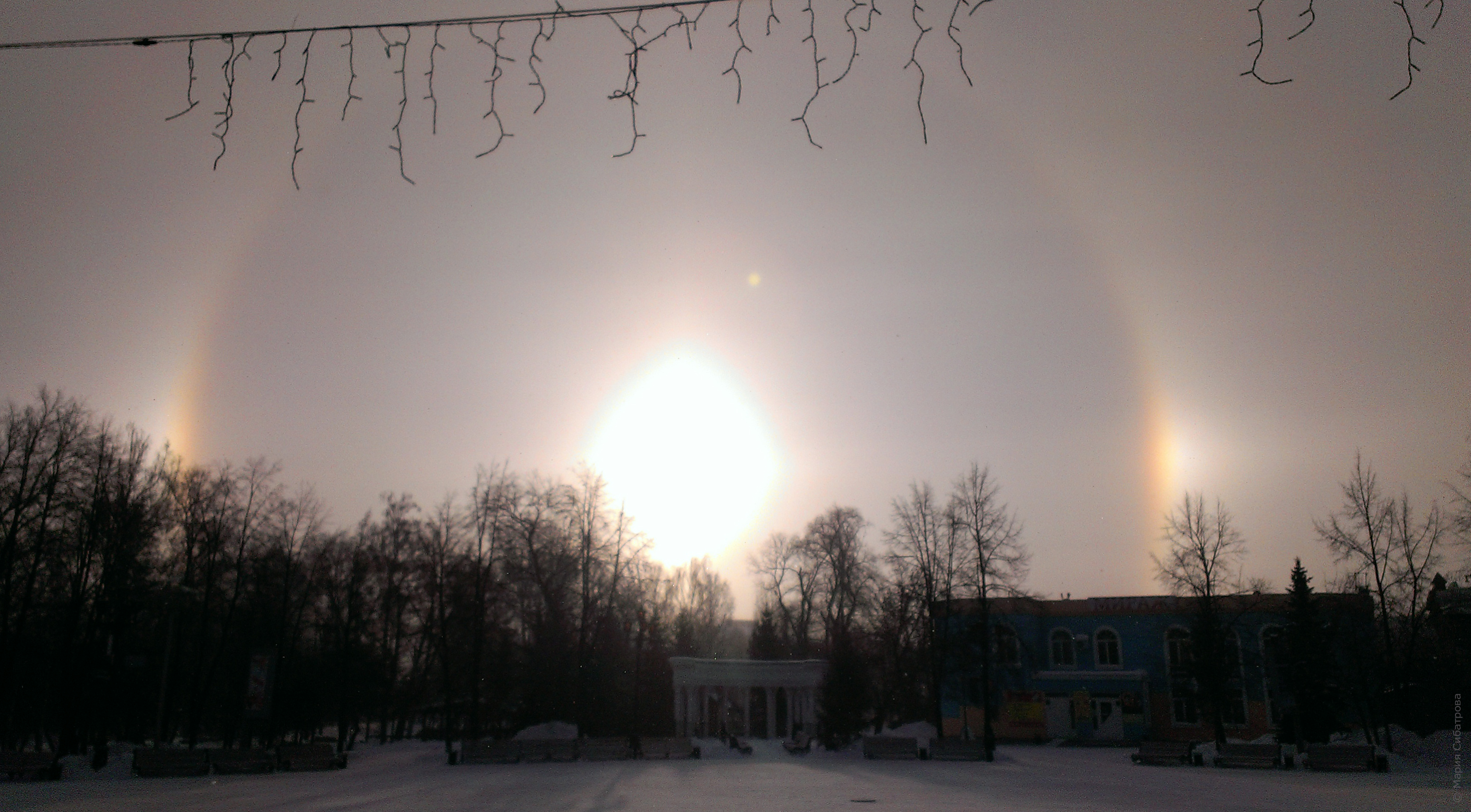
Гало в небі над Челябінськом